# Huétor Santillán
Huétor Santillán – gmina w Hiszpanii, w prowincji Grenada, w Andaluzji, o powierzchni 93,27 km². W 2011 roku gmina liczyła 1836 mieszkańców. Znaczna część obszaru miejskiego znajduje się w parku przyrody Sierra de Huétor.